# Campeonato Paraibano de Futebol Americano
O Campeonato Paraibano de Futebol Americano foi uma competição disputada entre os anos de 2007 e 2009, que foi organizada pela PB Bowl, a associação paraibana da modalidade. Mesmo sem patrocínio, a modalidade conseguiu crescer na Paraíba.

## Local de disputa
Diferente do tradicional jogo disputado em gramado, os dois primeiros torneios (2007 e 2008) foram disputados nas areias das praias da capital paraibana devido à falta de campo próprio para a prática. A área próxima ao Busto de Tamandaré, nas praias de Cabo Branco e Tambaú, foi a sede dos primeiros torneios. No ano de 2009, o campeonato foi disputado na grama, sendo sediados Campo do Onze, no Bairro do Roger em João Pessoa, e na UFCG, em Campina Grande.

## Edições
Em 2009, o João Pessoa Espectros conseguiu o seu terceiro título consecutivo ao bater na final o Recife Mariners de Recife, que pela primeira vez participava do torneio, por não haver disputa em Pernambuco.
| Ano           | Sede(s) Principal(is)   |                       | Final  | Final           | Final |  |
| Ano           | Sede(s) Principal(is)   | Vencedor              | Placar | Vice            |       |  |
| 2007 Detalhes | Praia de Tambaú         | João Pessoa Espectros | 9-3    | Jampa Kings     |       |  |
| 2008 Detalhes | Busto de Tamandaré      | João Pessoa Espectros | 22-13  | Jampa Kings     |       |  |
| 2009 Detalhes | Busto de Tamandaré UFCG | João Pessoa Espectros | 38-25  | Recife Mariners |       |  |

## Edição 2007

### Equipes Participantes
- Borborema Troopers
- Jampa Kings
- Jampa Tribos
- João Pessoa Espectros
- João Pessoa Warriors
- Paraíba Ninjas

### Classificação da Fase Inicial
| Pos | Times                 | V | E | D | PCT | PF | PS | SP  |
| --- | --------------------- | - | - | - | --- | -- | -- | --- |
| 1   | Jampa Tribos          | 2 | 0 | 0 | 1.0 | 45 | 0  | 45  |
| 2   | Jampa Kings           | 2 | 0 | 0 | 1.0 | 18 | 7  | 11  |
| 3   | João Pessoa Espectros | 1 | 0 | 1 | 0.5 | 19 | 14 | 5   |
| 4   | Paraíba Ninjas        | 1 | 0 | 1 | 0.5 | 14 | 30 | -16 |
| 5   | João Pessoa Warriors  | 0 | 0 | 2 | 0.0 | 15 | 31 | -16 |
| 6   | Borborema Troopers    | 0 | 0 | 2 | 0.0 | 6  | 35 | -29 |

#### Resultados
Primeira Rodada
| 1.º de setembro de 2007 |  | Borborema Troopers | 00–21 | Jampa Tribos |  | Busto de Tamandaré, João Pessoa |  |

| 2 de setembro de 2007 |  | Jampa Kings | 12–07 | João Pessoa Warriors |  | Busto de Tamandaré, João Pessoa |  |

Segunda Rodada
| 8 de setembro de 2007 |  | Jampa Tribos | 24–00 | Paraíba Ninjas |  | Busto de Tamandaré, João Pessoa |  |

| 9 de setembro de 2007 |  | João Pessoa Warriors | 08–19 | João Pessoa Espectros |  | Busto de Tamandaré, João Pessoa |  |

Terceira Rodada
| 15 de setembro de 2007 |  | Borborema Troopers | 06–14 | Paraíba Ninjas |  | Busto de Tamandaré, João Pessoa |  |

| 16 de setembro de 2007 |  | Jampa Kings | 06–00 | João Pessoa Espectros |  | Busto de Tamandaré, João Pessoa |  |

### Playoffs
Em itálico os times que possuem o mando de campo e em negrito os times classificados.
|  | Semifinais            | Semifinais            | Semifinais  |             |                       | Final                 | Final | Final |  |
|  |                       |                       |             |             |                       |                       |       |       |  |
|  | Jampa Tribos          | Jampa Tribos          | 00          |             |                       |                       |       |       |  |
|  | Jampa Tribos          | Jampa Tribos          | 00          |             |                       |                       |       |       |  |
|  | João Pessoa Espectros | João Pessoa Espectros | 06          |             |                       |                       |       |       |  |
|  | João Pessoa Espectros | João Pessoa Espectros | 06          |             | João Pessoa Espectros | João Pessoa Espectros | 09    |       |  |
|  |                       |                       |             |             | João Pessoa Espectros | João Pessoa Espectros | 09    |       |  |
|  |                       |                       | Jampa Kings | Jampa Kings | 03                    |                       |       |       |  |
|  | Jampa Kings           | Jampa Kings           | Jampa Kings | Jampa Kings | 03                    | 32                    |       |       |  |
|  | Jampa Kings           | Jampa Kings           |             |             |                       |                       |       |       |  |
|  | Paraíba Ninjas        | Paraíba Ninjas        | 12          |             |                       |                       |       |       |  |

#### Resultados
Semifinais
| 22 de setembro de 2007 |  | Jampa Tribos | 00–06 | João Pessoa Espectros |  | Busto de Tamandaré, João Pessoa |  |

| 23 de setembro de 2007 |  | Jampa Kings | 32–12 | Paraíba Ninjas |  | Busto de Tamandaré, João Pessoa |  |

Final — I PB Bowl
| 29 de setembro de 2007 |  | João Pessoa Espectros | 09–03 | Jampa Kings |  | Busto de Tamandaré, João Pessoa |  |